# Шабаев, Гариф Хафизович
Гари́ф Хафи́зович Шаба́ев (тат. Гариф Хəфиз улы Шабаев) родился 15 декабря 1907 года в деревне Старотураево Ермекеевского района Башкортостана, казнен 25 августа 1944 года) — участник татарского антифашистского подполья в составе Волжско-татарского легиона «Идель-Урал» Вермахта.

## Биография
До войны проживал в Ташкенте, работал ревизором в Наркомфине Узбекской ССР. Служил в Красной Армии.
Пользуясь положением сотрудника редакции газеты «Идель-Урал», Залилов разъезжал по подразделениям «татарского легиона» немецкой армии и вёл антифашистскую пропаганду среди легионеров.
В августе 1943 года был арестован немцами. По делу Залилова немцы вышли и на Шабаева. Гильотинирован в военной тюрьме Плётцензее в Берлине за антифашистскую деятельность.  Вместе с ним были казнены: Гайнан Курмашев, Фуат Сайфульмулюков, Фуат Булатов, Ахмет Симаев, Абдулла Батталов, Зиннат Хасанов, Ахат Атнашев, Салим Бухаров, а также татарские писатели Герой Советского Союза Муса Джалиль и Абдулла Алиш. Указом Президента СССР М.С.Горбачёва «за активную патриотическую деятельность в подпольной антифашистской группе и проявленные при этом стойкость и мужество» казненные были посмертно награждены орденом Отечественной войны I степени. 